# Резиденција буковинско-далматинских митрополита
Резиденција буковинско-далматинских митрополита у Черновцима, данас Универзитет Ђурђа Федковича у Черновцима (укр. Чернівецький національний університет імені Юрія Федьковича), представља мајсторску синергију архитектонских стилова коју је изградио чешки архитекта Јосеф Хлавка од 1864. до 1882. године. Грађевина је изванредан пример историцистичке архитектуре 19. века, а поред просторија митрополитске резиденције укључује сјемениште и манастир, међу којим доминира црква сјеменишта с баштом и парком. Комплекс изражава велики архитектонски и културни утицај византијске уметности и показује снажну присутност православне цркве за време Хабсбуршке владавине, одражавајући политику верске толеранције Аустро-Угарске Монархије. Због тога је уписана на Унесков списак места Светске баштине у Европи 2011. године.
- Црква сјеменишта
- Унутрашњост
- Резиденција митрополита
- Медицински факултет